# 비아 Envy

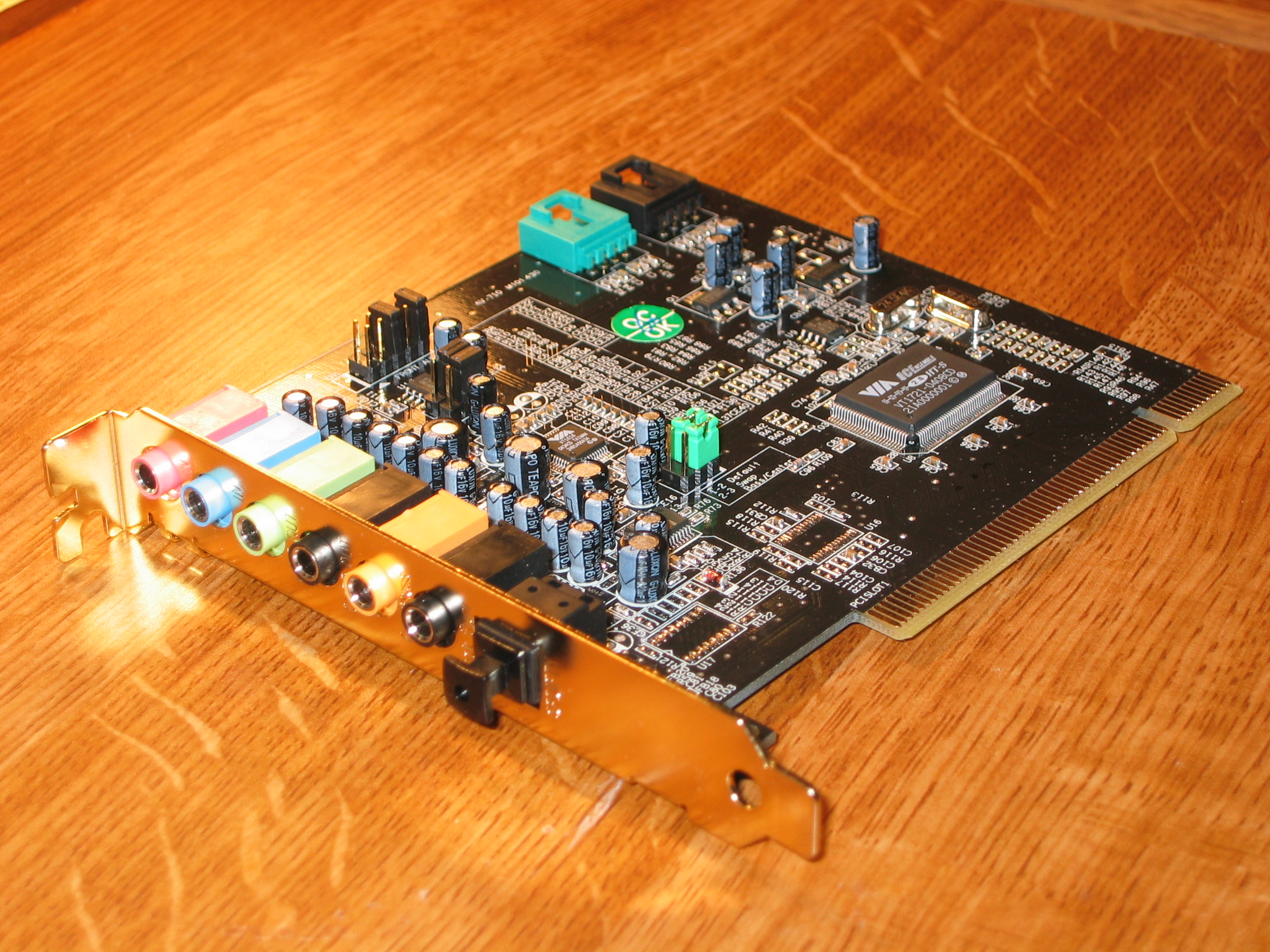
비아 Envy24 HT-S 칩 기반의 사운드 카드

비아 Envy24 오디오 칩셋 시리즈는 개인용 컴퓨터에서 24비트 사운드를 제공한다. 별도의 카드로 구매하여 사용할 수도 있지만 메인보드 내장 사운드를 통해서도 상당량이 팔려나갔다.
Envy24 칩셋은 원래 IC Ensemble사(PCI 제조업체 ID 1412, 1997년 설립)가 개발하였던 것이다. 이 회사는 2000년 말에 비아 테크놀로지스에 인수되었다.

## 기능
- 24비트 해상도의 오디오 포맷 지원(Envy24/Envy24GT/Envy24HT/Envy24MT) / 20비트 해상도의 오디오 포맷 지원 (Envy24HT-S/Envy24PT)
- 디지털 샘플 레이트 최대 192 kHz 지원 (Envy24HT/Envy24GT/Envy24HT-S/Envy24MT) / 96 kHz (Envy24/Envy24PT)
- 아날로그 샘플 레이트 최대 192 kHz (Envy24HT/Envy24MT) / 96 kHz 지원 (Envy24/Envy24GT) / 48 kHz (Envy24HT-S/Envy24PT)
- 최대 8개의 출력 스트림 및 8개의 동시 입력 스트림
- 서라운드 사운드 오디오: 5.1, 6.1, 7.1
- 36비트 와이드 하드웨어 믹서 (Envy24 전용)
- 다이렉트사운드 하드웨어 가속 (Envy24 전용)